# 過塩素酸バリウム
過塩素酸バリウム（かえんそさんバリウム、英: barium perchlorate）はバリウムの過塩素酸塩で、化学式Ba(ClO4)2で表される無機化合物。

## 性質
酸化性があるため、支燃性を示す。可燃物や金属粉と混合すると、衝撃または熱により爆発することがある。

## 用途
過塩素酸バリウム沈殿滴定法による、気体中の硫黄分の分析に使われる。

## 規制
GHSにおける酸化性固体（区分2）に該当し、各国で貯蔵や運搬に規制がある（国連番号1447）。日本では船舶安全法や航空法によってGHSに基づく規制があるうえ、消防法に基づく危険物第1類に指定されている。バリウムの水溶性化合物であることから毒性が想定され、日本の毒物及び劇物取締法では劇物に分類される。